# Megapomus
Megapomus is een geslacht van uitgestorven kwastvinnige vissen dat leefde tijdens het Carboon.
Er zijn drie soorten: de typesoort Megapomus markovskyi Vorobyeva 1977, Megapomus heckeri Vorobyeva, 1977  en Megapomus punctatus Vorobyeva, 1977. Alle drie zijn gevonden in Orlowsk in Rusland. De laatste twee soorten zijn wel beschouwd als nomina dubia.
Het holotype van Megapomus markovskyi is PIN 2657/1,  een schedel met schouderzone. Megapomus heckeri heeft als holotype PIN 835/1, de achterzijde van een schedel. Megapomus punctatus heeft als holotype PIN 805/2, het achterdeel van een schedel.
Het geslacht onderscheidt zich door een combinatie van poriën in de wandbeenderen en het bezit van een foramen pineale